# Partito di Unità Nazionale (Filippine)
Il Partito di Unità Nazionale (in inglese: National Unity Party - NUP; in spagnolo: Partido de Unidad Nacional - PUN) è un partito politico filippino di orientamento nazional-conservatore e cristiano-democratico fondato nel 2011.
In occasione delle ultime elezioni parlamentari del 2013 ha ottenuto 24 seggi alla Congresso, senza conseguire alcuna rappresentanza al Senato.